# Kellur, Piriyapatna
Kellur là một làng thuộc tehsil Piriyapatna, huyện Mysore, bang Karnataka, Ấn Độ.